# Bachhanpurwa
Bachhanpurwa (nep. बछाङपूर्व) – gaun wikas samiti w środkowej części Nepalu w strefie Narajani w dystrykcie Bara. Według nepalskiego spisu powszechnego z 2001 roku liczył on 780 gospodarstw domowych i 4810 mieszkańców (2391 kobiet i 2419 mężczyzn).